# Mount Robinson (Enderbyland)
Mount Robinson ist ein Berg im ostantarktischen Enderbyland. Er ragt 4 km südlich des Mount Underwood im zentralen Teil der Nye Mountains auf. 
Kartiert wurde er mittels Luftaufnahmen, die 1956 und 1957 im Zuge der Australian National Antarctic Research Expeditions entstanden. Das Antarctic Names Committee of Australia (ANCA) benannte ihn nach Hartley Ricketts Robinson (1911–1959), der am 7. Juli 1959 bei einem Unfall mit einer außer Kontrolle geratenen Zugmaschine tödlich verunglückte.